# Римский катехизис
Римский катехизис (от лат. Catechismus Romanus, Catechismus ad Parochos, ex dereto Concilii Tridentini editus) — катехизис Католической церкви, впервые опубликованный в 1566 году по решению Тридентского собора. Был основным катехизисом до принятия в 1992 году Катехизиса Католической церкви.
Появление катехизисов относят к началу Средних веков, когда монахи начали составлять списки грехов и соответствующих им наказаний. В VIII веке в списки включили проверку знания основополагающих для христианского учения заповедей и молитв. Постепенно практика ежегодной исповеди по таким опросникам стала нормой в Англии и Франции. После 1445 года, с изобретением книгопечатания, катехизисы стали широкодоступны для мирян, использовавших их для самостоятельного духовного совершенствования. Одним из таких катехизисов был Der Christenspiegel Дитриха Кольде (1480). Успехи Реформации и популярность нескольких протестантских катехизисов требовали реакции со стороны Католической церкви. На XXIV сессии Тридентского собора (1545—1563) было предложено создать официальный католический катехизис. Некоторые подготовительные работы были проведены непосредственно участниками собора, но её завершение было поручено собором папе Пию IV. Папа римский, в свою очередь, по совету кардинала Борромео, поручил составление документа четырём известным богословам: Леонардо Марини, епископу Модены Эджидио Фоскарини (Egidio Foscarini), архиепископу Задара Муцио Калини и португальцу Франциско Форейро. Трое из них, как и сам папа римский, были доминиканцами. В работе участвовал кардинал Борромео, осуществляя общий надзор, и ряд других католических учёных. Работа была начата в начале 1564 года и завершена в декабре, когда была передана на рецензию Юлию Погианусу (Julio Pogianus). Затем, после утверждения комиссией латинистов, катехизис был опубликован в сентябре 1566 года по распоряжению нового папы, Пия V. Вскоре катехизис был переведён на все языки Европы. Римский катехизис высоко ценили и использовали в полемике доминиканцы и янсенисты, тогда как иезуиты его отвергали и даже обвиняли в ереси.
Римский катехизис был предназначен для преподавателей богословия, что было указано в его заглавии (ad Parochos). Первоначально он не содержал разбиения на разделы, и только в изданиях Фабрициуса Лодия (Fabricius Lodios) 1572 и 1574 годов появилось деление на четыре раздела:
- de Symbolo apostolico (Апостольский Символ веры);
- de Sacramentis (о таинствах);
- de Decalogo (о Десяти заповедях);
- de Oratione Dominica (о молитвах).

Некоторые из традиционных католических тем, таких как индульгенции и розарии, в катехизисе опущены, но присутствует ряд других вопросов, не рассмотренных на Тридентском соборе (limbus patrum — лимб праотцов, экклезиология и догмат о примате папы римского).